# Едгар Марін
Едгар Марін (ісп. Édgar Marín; 22 травня 1943 — 16 серпня 2023) — костариканський футболіст, що грав на позиції нападника, насамперед за клуб «Сапрісса», а також національну збірну Коста-Рики.

## Клубна кар'єра
Народився 22 травня 1943 року. Вихованець футбольної школи клубу «Сапрісса». Дорослу футбольну кар'єру розпочав 1962 року в основній команді того ж клубу.
Наприкінці 1960-х виступав у США за декілька місцевих футбольних команд, після чого повернувся до «Сапрісси», кольори якої захищав до завершення кар'єри у 1979.

## Виступи за збірні
Протягом 1960—1962 років залучався до складу молодіжної збірної Коста-Рики.
1963 року дебютував в офіційних матчах у складі національної збірної Коста-Рики. Протягом наступних 14 років провів у її формі 32 матчі, забивши 4 голи.

## Титули і досягнення
- Переможець Чемпіонату націй КОНКАКАФ: 1963
- Бронзовий призер Чемпіонату націй КОНКАКАФ: 1965, 1971